# Hiraea greggii
Hiraea greggii är en tvåhjärtbladig växtart som beskrevs av S. Wats.. Hiraea greggii ingår i släktet Hiraea och familjen Malpighiaceae. Inga underarter finns listade i Catalogue of Life.